# Décennie 1330 en arts plastiques
Chronologie des arts plastiques
Années 1320 - Années 1330 - Années 1340

## Événements
- 13 mai 1332 ou 7 juillet 1339 : le peintre italien Taddeo Gaddi est atteint d’une grave affection aux yeux en observant une éclipse de soleil[1].

- Vers 1334/1335-1344 : le peintre siennois Simone Martini réside à la cour du pape Benoît XII à Avignon où il peint des fresques dans la cathédrale Notre-Dame-des-Doms, commandées par le cardinal Giacomo Stefaneschi et sans doute les portraits aujourd'hui disparus du cardinal Napoleone Orsini et de Laure, égérie de Pétrarque ; il réalise à cette époque un retable portatif, le polyptyque Orsini et une Sainte Famille (1342)[2].

## Réalisations
- Vers 1329-1337 : Ambrogio Lorenzetti et Pietro Lorenzetti travaillent aux fresques du chapitre du couvent de Saint-François à Sienne ; martyre des franciscains (Vers 1331 ou 1336[3]) et Saint Louis de Toulouse prenant congé du pape Boniface VIII d'Ambrogio (1329)[4], et Crucifixion de Pietro (1323-1325 ou 1336-1337)[5].

- 1330-1336 : Andrea Pisano sculpte la porte sud du baptistère de Florence, vingt-huit panneaux de bronze doré illustrant des épisodes de la vie de Saint Jean-Baptiste[6].
- 1332-1338 : Taddeo Gaddi, élève de  Giotto, réalise un cycle de  fresques à la chapelle Baroncelli de la basilique Santa Croce de Florence représentant des « Scènes de l'Histoire de la vie de Marie et de Jésus »[7].
- 1333 : Simone Martini et Lippo Memmi peignent le triptyque de l'Annonciation entre les saints Ansan et Marguerite pour la cathédrale de Sienne[8].
- Vers 1335-1340 : Cenacolo de Santa Croce, représentant un arbre de vie et la Cène, fresque peinte par Taddeo Gaddi dans le réfectoire de l'église Santa Croce à Florence[9].
- Avant 1338 : Bernardo Daddi peint le Polyptyque de Santa Reparata[10].
- 1338-1339 : Ambrogio Lorenzetti réalise les fresques de L'Allégorie et effets du Bon et du Mauvais Gouvernement sur les murs de du Palazzo Pubblico de Sienne[11].

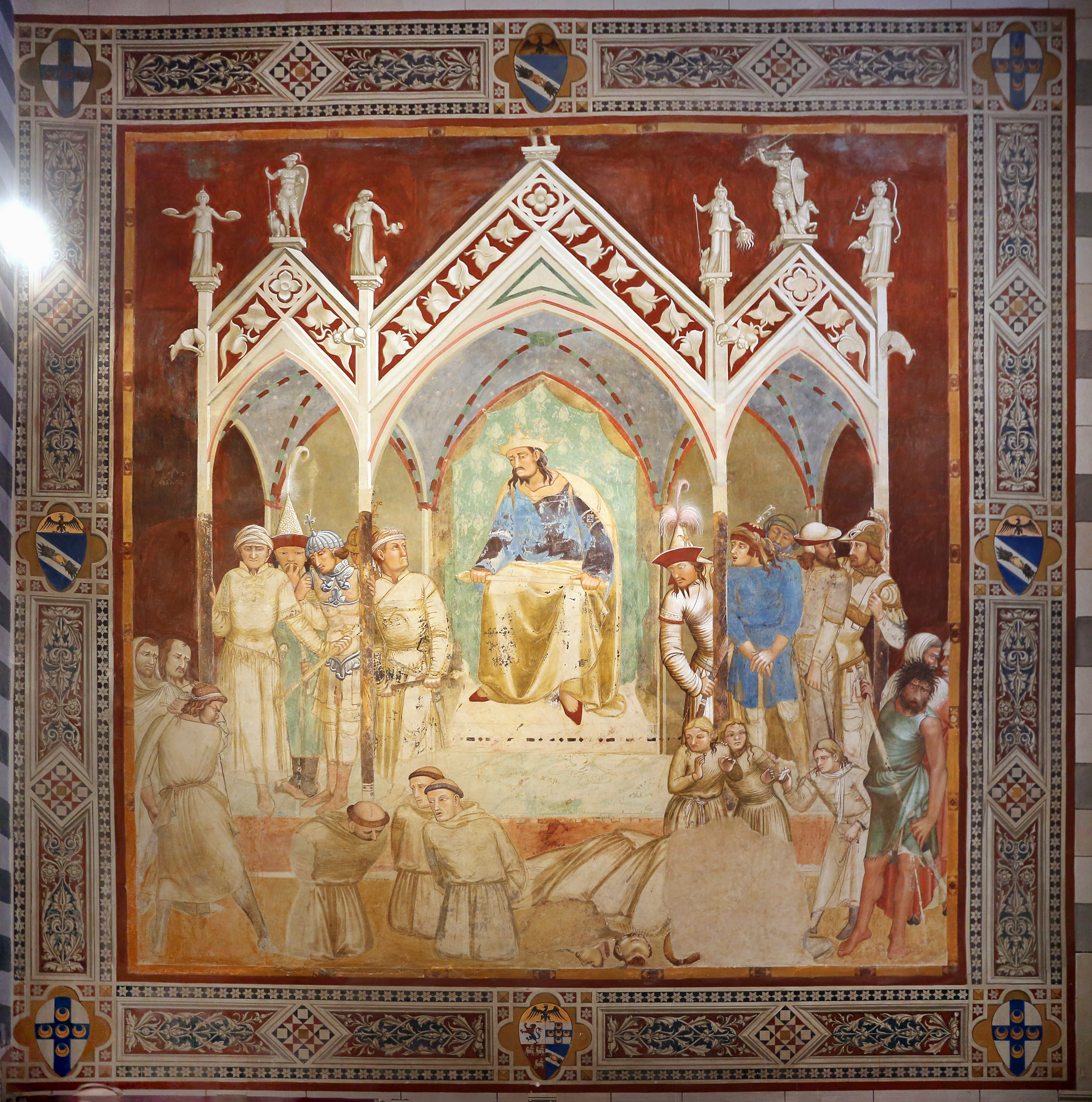
Martyre des franciscains, d'Ambrogio Lorenzetti
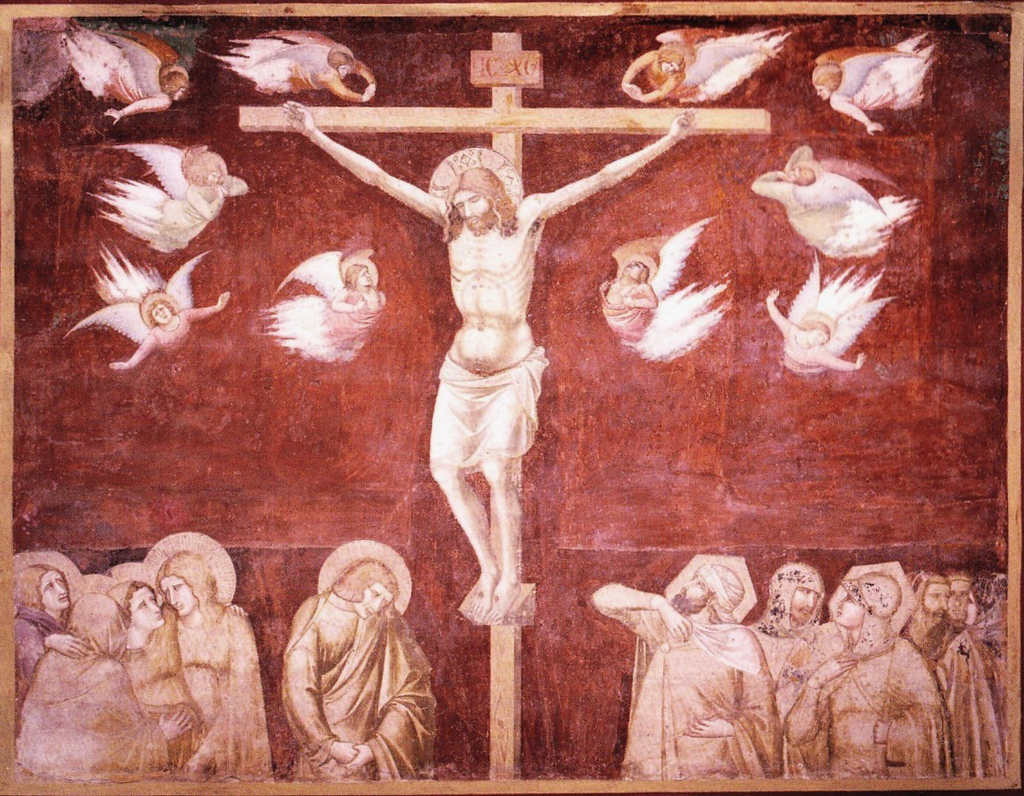
Crucifixion de Pietro Lorenzetti.
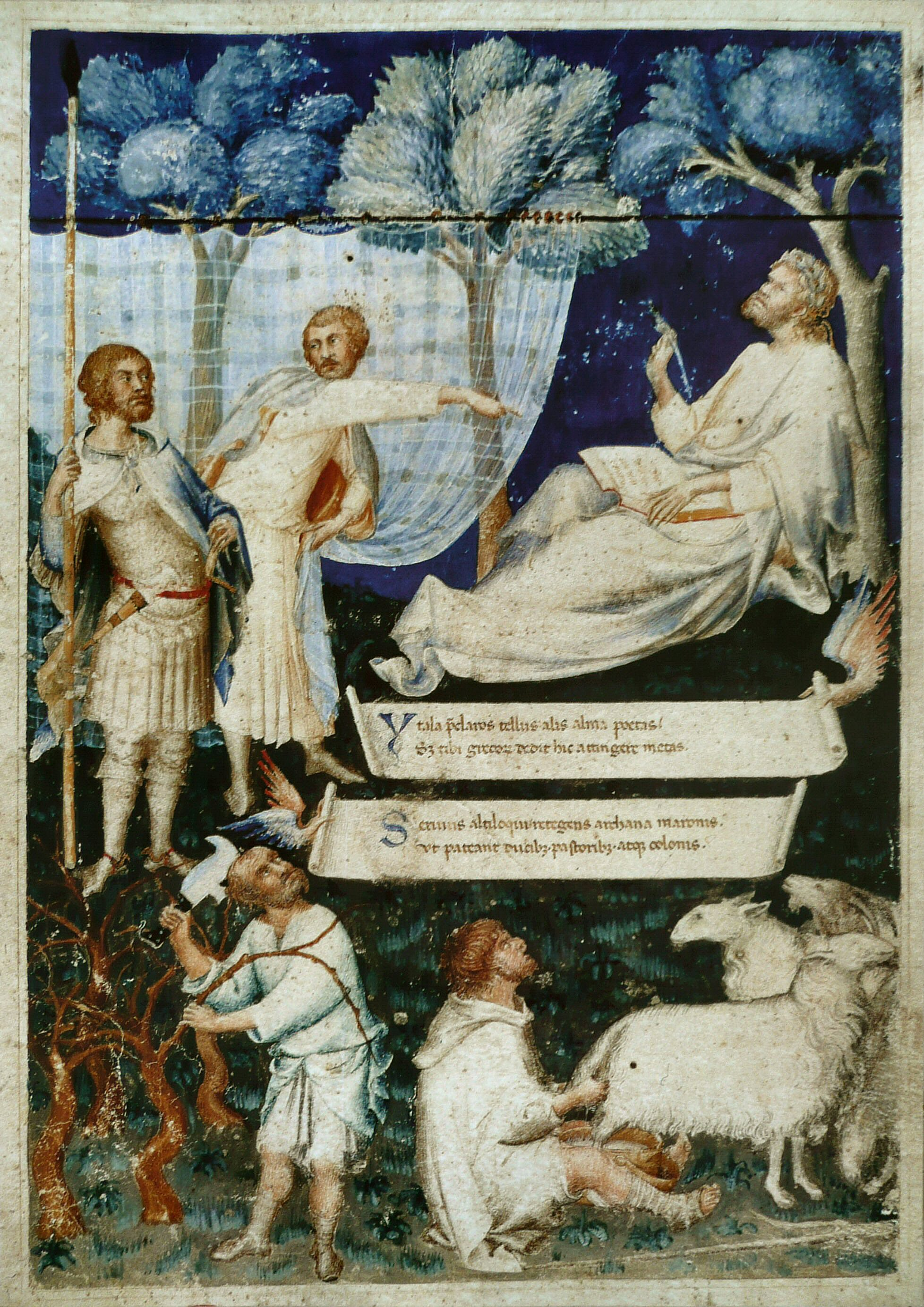
Simone Martini - Frontispice du Virgile de Pétrarque, vers 1336.
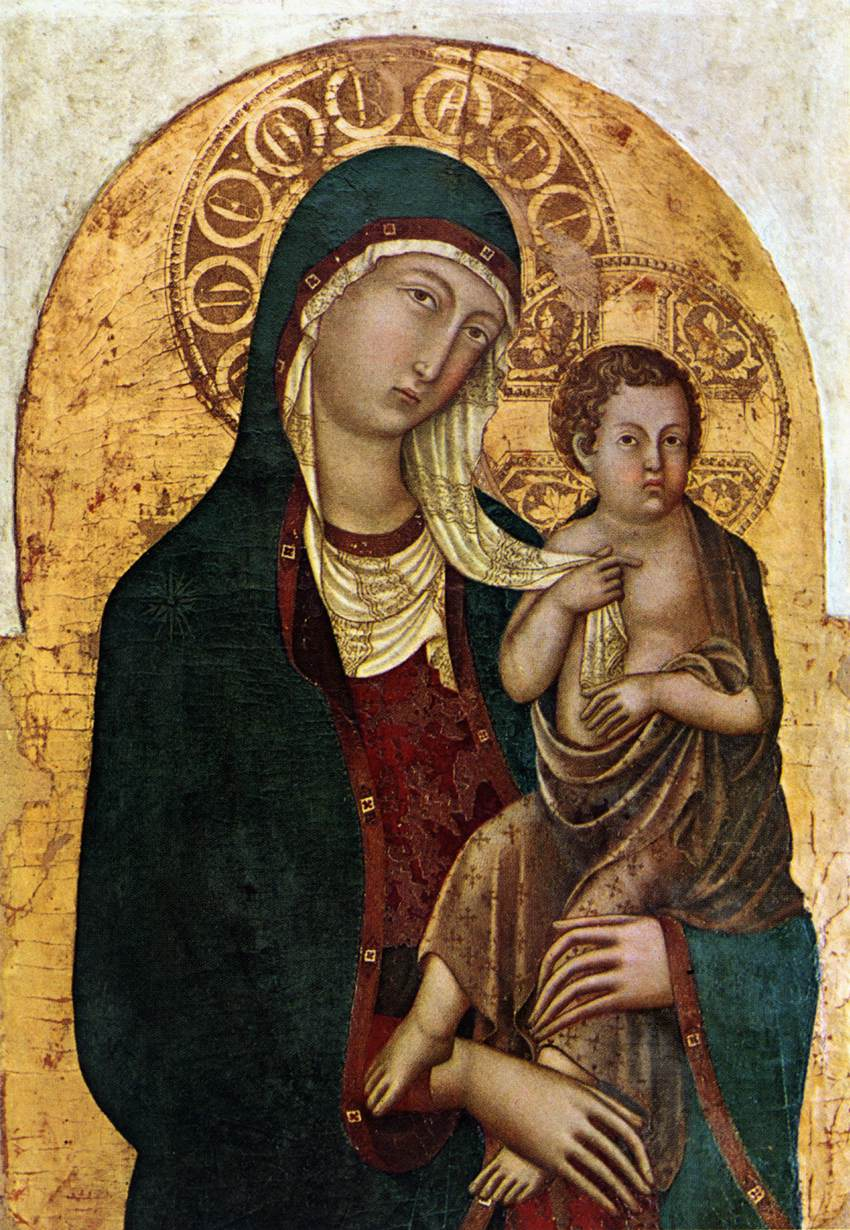
Vierge à l'Enfant, de Niccolò di Segna, vers 1336.

## Naissances
- Vers 1330 :
  - Giusto de Menabuoi, peintre italien.
  - Altichiero da Zevio, peintre italien.
  - Hermann de Münster, maître-verrier allemand.
- 1330 :
  - Bartolo di Fredi, peintre italien.
  - Luca di Tommè, peintre italien.
  - Jean de Liège, sculpteur flamand.
- 1332 : Wang Lü, peintre chinois.
- Vers 1332 : Andrea Vanni, peintre italien.
- Vers 1335 : André Beauneveu, peintre et sculpteur néerlandais.
- 1339 : Silvestro dei Gherarducci, peintre italien.

## Décès
- Vers 1325-1330 : Pietro Cavallini, peintre italien.
- 1330 : Lorenzo Maitani, architecte et un sculpteur italien.
- 8 janvier 1337 : Giotto di Bondone, peintre, sculpteur et architecte italien.
- Vers 1337 : Tino di Camaino, sculpteur italien.